# Соната F-A-E
Соната F-A-E — соната для скрипки и фортепиано, написанная по инициативе Роберта Шумана им самим и двумя его младшими коллегами, Иоганнесом Брамсом и Альбертом Дитрихом. Создана в октябре 1853 года в Дюссельдорфе (в дневнике Шумана отмечено, что его части написаны 22-23 октября). Соната была посвящена скрипачу Йозефу Иоахиму, с которым все три композитора незадолго до этого познакомились и подружились. Личным девизом молодого Иоахима была фраза «Свободен, но одинок» (нем. Frei aber einsam), начальные буквы которой по-немецки — F-A-E — соответствуют нотам фа-ля-ми; на этой музыкальной теме и строится соната.
Соната состоит из 4 частей. Первая часть, Allegro, написана Дитрихом, вторая часть, интермеццо, — Шуманом, третья, скерцо, — Брамсом, финал вновь Шуманом. Произведение было поднесено Иоахиму и исполнено им в домашнем концерте у Шумана (партия фортепиано — Клара Шуман) 28 октября. При этом скрипачу было предложено угадать авторство каждой из частей, что он и сделал.
В дальнейшем Шуман включил две написанные им части сонаты в собственную сонату для скрипки и фортепиано № 3. Ноты коллективной сонаты остались у Иоахима, в 1906 году он предоставил для отдельной публикации скерцо Брамса, к тому времени давно умершего. Только в 1935 году соната была опубликована полностью немецкими специалистами Эрихом Валентином и Отто Кобином.